# Steinmanella transitoria
Steinmanella transitoria es una especie de molusco bivalvo extinto de la familia Trigoniidae, cuyos fósiles son muy abundante en sedimentos del Cretácico de la cuenca Neuquina. Fue nombrada por Crickmay en 1930.

## Descripción
Se trata de una especie con concha de contorno ovalado. Posee flancos ornamentados por costillas curvas, con tubérculos medianos, redondeados y poco espaciados. Las costillas que se dirigen hacia el borde ventral terminan abruptamente sobre el mismo o aun antes de alcanzarlo. Área con costillas transversales que aparecen ya en el estadio juvenil y se van haciendo progresivamente más marcadas, amontonándose sobre la parte posterior. Tienen un corte con tubos aislado irregularmente.

## Antigüedad
Steinmanella transitoria es una especie muy común en los estratos Valanginianos y Hauterivianos de la Formación Agrio (Cuenca Neuquina), en la provincia del Neuquén, Argentina.